# タラプーサ郡 (アラバマ州)
タラプーサ郡（英: Tallapoosa County）は、アメリカ合衆国アラバマ州の東部に位置する郡である。2010年国勢調査での人口は41,616人であり、2000年の41,475人から0.3%増加した。郡庁所在地はデイドビル市（人口3,230人）であり、同郡で人口最大の都市はアレクサンダーシティ市（人口14,875人）である。「タラプーサ」という言葉はマスコギー語から派生したものであり、19世紀以前にはタラプーサ川下流の岸に多くのインディアン集落があった。

## 歴史
タラプーサ郡は1832年12月18日に設立された。

## 地理
アメリカ合衆国国勢調査局に拠れば、郡域全面積は766.23平方マイル (1,984.5 km2)であり、このうち陸地717.93平方マイル (1,859.4 km2)、水域は48.30平方マイル (125.1 km2)で水域率は6.30%である。

### 主要高規格道路
- アメリカ国道280号線
- アラバマ州道22号線
- アラバマ州道49号線
- アラバマ州道50号線
- アラバマ州道63号線

### 隣接する郡
- クレイ郡 - 北
- ランドルフ郡 - 北東
- チェンバース郡 - 東
- リー郡 - 南東
- メイコン郡 - 南
- エルモア郡 - 南西
- クーサ郡 - 西

### 国立保護地域
- ホースシューベンド国立軍事公園

## 人口動態
以下は2000年の国勢調査による人口統計データである。
| 基礎データ - 人口: 41,475人 - 世帯数: 16,656 世帯 - 家族数: 11,809 家族 - 人口密度: 22人/km2（58人/mi2） - 住居数: 20,510軒 - 住居密度: 11軒/km2（29軒/mi2） 人種別人口構成 - 白人: 73.48% - アフリカン・アメリカン: 25.36% - ネイティブ・アメリカン: 0.26% - アジア人: 0.18% - 太平洋諸島系: 0.01% - その他の人種: 0.17% - 混血: 0.54% - ヒスパニック・ラテン系: 0.58% | 年齢別人口構成 - 18歳未満: 24.2% - 18-24歳: 7.6% - 25-44歳: 26.7% - 45-64歳: 24.9% - 65歳以上: 16.6% - 年齢の中央値: 39歳 - 性比（女性100人あたり男性の人口） - 総人口: 90.5 - 18歳以上: 86.1 世帯と家族（対世帯数） - 18歳未満の子供がいる: 29.9% - 結婚・同居している夫婦: 53.0% - 未婚・離婚・死別女性が世帯主: 14.3% - 非家族世帯: 29.1% - 単身世帯: 26.5% - 65歳以上の老人1人暮らし: 11.6% - 平均構成人数 - 世帯: 2.44人 - 家族: 2.94人 | 収入と家計 - 収入の中央値 - 世帯: 30,745米ドル - 家族: 38,148米ドル - 性別 - 男性: 28,557米ドル - 女性: 19,885米ドル - 人口1人あたり収入: 16,909米ドル - 貧困線以下 - 対人口: 16.6% - 対家族数: 13.5% - 18歳未満: 24.3% - 65歳以上: 15.6% |

## 都市と町
- アレクサンダーシティ
- キャンプヒル
- デイドビル - 郡庁所在地
- デイビストン
- イクオリティ（一部はクーサ郡とエルモア郡）
- ゴールドビル
- ジャクソンズギャップ
- ニューサイト
- タラシー（一部はエルモア郡）
- リールタウン